# Mariano Ricafort Palacín y Abarca
Mariano Ricafort Palacín y Abarca (Osca, Aragó, 20 de febrer de 1776 - Madrid, Castella, 16 d'octubre de 1846) fou un militar espanyol.
Assentà plaça com a soldat distingit d'infanteria el juliol de 1793, passant a la classe de cadet el maig de l'any següent. Restà a la campanya contra els francesos de 1794-95, on guanyà el grau de subtinent, i en l'expedició a Portugal de 1801. En esclatar la guerra de la Independència, prengué en aquesta part molt activa, i aconseguí diversos ascensos, fins a l'octubre de 1811, que va caure presoner, si bé no tardà a assolir la llibertat. Amb les tropes del general Morillo passà més tard a Amèrica, amb el grau de coronel, i allà ascendí a brigadier el 1816; durant uns anys manà el regiment d'Extremadura, al front del qual assistí als principals fets d'armes que hi hagué al Perú. Ferit a Canta, i ensems de la pèrdua de Lima, restà tan mal parat que el donaren per mort.
Tornat a Espanya, fou ascendit a mariscal de camp el 1824 i anomenat de seguida governador i capità general de les Filipines, càrrecs que prengué possessió el 14 d'octubre de 1825, i en els que si va mantenir fins al final del 1830. En aquests acredità, sobretot com a governador, condicions poc comunes, per la seva activitat, intel·ligència i zel. Reprimí a mà dura el bandolerisme, que venia fent estralls en el centre de Luzon; manà una expedició militar a Bohol, que donà com a resultat la reducció i pacificació d'aquella important illa de les Bisayas; dictà encertades disposicions per a regular els serveis de la Hisenda pública, i, en compliment d'ordes del Govern de la metròpoli, va haver de separar del comandament actiu d'aquelles tropes alguns oficials americans, mesura injusta, perquè cap d'ells s'havia significat en contra d'Espanya, però que aconsellaren les circumstàncies polítiques d'aquells temps.
Aquest fet comportaren a Ricafort seriosos problemes, sobretot amb motiu de certa conspiració, anomenada de los Palmeros (1828), en què prengueren part significats indígenes filipins per solidaritat amb els americans. Els tribunals que entengueren en aquest afer demanaren penes duríssimes pels processats; però Ricafort es limità a enviar els principals a Espanya sota partida de registre. En premi als seus serveis a les Filipines fou ascendit, el 1831, a tinent general i al mateix temps anomenat conseller d'Indias, però no arribà a actuar, perquè després fou nomenat capità general de Cuba, on hi va romandre fins al 1836, que tornà a Espanya.
El 1837, capità general de Galícia; el 1840, comandant general de Canaries, i més tard restà al front de les Capitanies generals d'Andalusia, Aragó i Extremadura, fins al 1843, en què restà de quarter, situació en què es trobava en morir.
Entre les seves condecoracions tingué la gran creu de Santa Anna, de brillants, de Rússia.